# Morlais Castle
Morlais Castle är ett slott i Storbritannien.   Det ligger i kommunen Merthyr Tydfil och riksdelen Wales, i den södra delen av landet, 230 km väster om huvudstaden London. Morlais Castle ligger 366 meter över havet.
Terrängen runt Morlais Castle är lite kuperad. Runt Morlais Castle är det tätbefolkat, med 493 invånare per kvadratkilometer. Närmaste större samhälle är Merthyr Tydfil, 3,2 km söder om Morlais Castle. Trakten runt Morlais Castle består i huvudsak av gräsmarker.